# Atletiek op de Olympische Zomerspelen 2012 – 200 meter vrouwen
De 200 meter vrouwen op de Olympische Zomerspelen 2012 in Londen vond plaats op 6 augustus, series, 7 augustus, halve finales, en 8 augustus 2012, finale. Regerend olympisch kampioene was Veronica Campbell-Brown uit Jamaica.

## Records
Voorafgaand aan het toernooi waren dit het wereldrecord en het olympisch record.
| Wereldrecord     | Florence Griffith-Joyner | 21,34 | Seoel | 29 september 1988 |
| Olympisch record | Florence Griffith-Joyner | 21,34 | Seoel | 29 september 1988 |

## Uitslagen

### Series
Kwalificatieregel: eerste drie van de heat (Q) plus zes snelste tijden (q) overall.
Heat 1
Wind: +0.5 m/s
| Rang | Atlete                       | Land | Tijd  | Opmerkingen |
| ---- | ---------------------------- | ---- | ----- | ----------- |
| 1    | Murielle Ahouré              | CIV  | 22,55 | Q           |
| 2    | Aleksandra Fedoriva          | RUS  | 22,61 | Q           |
| 3    | Margaret Adeoye              | GBR  | 22,94 | Q, PB       |
| 4    | Allison Peter                | ISV  | 23,00 | q           |
| 5    | Christy Udoh                 | NGR  | 23,19 |             |
| 6    | Andreea Ogrăzeanu            | ROU  | 23,46 |             |
| 7    | Anna Kiełbasińska            | POL  | 23,67 |             |
| 8    | Hinikissia Albertine Ndikert | CHA  | 26,06 |             |
| 99   | Marlena Wesh                 | HAI  | DNS   |             |

Heat 2
Wind: +1.2 m/s
| Rang | Atlete                   | Land | Tijd  | Opmerkingen |
| ---- | ------------------------ | ---- | ----- | ----------- |
| 1    | Allyson Felix            | USA  | 22,71 | Q           |
| 2    | Semoy Hackett            | TRI  | 22,81 | Q           |
| 3    | Janelle Redhead          | GRN  | 23,08 | Q, SB       |
| 4    | Anyika Onuora            | GBR  | 23,23 |             |
| 5    | Elizabeta Savlinis       | RUS  | 23,23 |             |
| 6    | Gloria Hooper            | ITA  | 23,25 |             |
| 7    | Debbie Ferguson-McKenzie | BAH  | 23,49 |             |
| 8    | Vida Anim                | GHA  | 23,71 | SB          |
| 9    | Ndeye Fatou Soumah       | SEN  | 23,89 |             |

Heat 3
Wind: +0.7 m/s
| Rang | Atlete              | Land | Tijd  | Opmerkingen |
| ---- | ------------------- | ---- | ----- | ----------- |
| 1    | Carmelita Jeter     | USA  | 22,65 | Q           |
| 2    | Abiodun Oyepitan    | GBR  | 22,92 | Q           |
| 3    | Sherone Simpson     | JAM  | 22,97 | Q           |
| 4    | Maria Belibasaki    | GRE  | 23,36 |             |
| 5    | Ana Claudia Silva   | BRA  | 23,40 |             |
| 6    | Gloria Asumnu       | NGR  | 23,43 |             |
| 7    | Chisato Fukushima   | JPN  | 24,14 |             |
| 8    | Gretta Taslakian    | LIB  | 24,49 |             |
| 99   | Cydonie Mothersille | CAY  | DNS   |             |

Heat 4
Wind: +0.3 m/s
| Rang | Atlete                 | Land | Tijd  | Opmerkingen |
| ---- | ---------------------- | ---- | ----- | ----------- |
| 1    | Sanya Richards-Ross    | USA  | 22,48 | Q           |
| 2    | LaVerne Jones-Ferrette | ISV  | 22,64 | Q, SB       |
| 3    | Hrystyna Stuy          | UKR  | 22,66 | Q, PB       |
| 4    | Kai Selvon             | TRI  | 22,85 | q, PB       |
| 5    | Ivet Lalova            | BUL  | 23,01 | q, SB       |
| 6    | Eleni Artymata         | CYP  | 23,09 | q, SB       |
| 7    | Norma González         | COL  | 23,46 | SB          |
| 8    | Nercely Soto           | VEN  | 23,54 |             |
| 9    | Vladislava Ovcharenko  | TJK  | 24,39 |             |

Heat 5
Wind: +1.3 m/s
| Rang | Atlete                  | Land | Tijd  | Opmerkingen |
| ---- | ----------------------- | ---- | ----- | ----------- |
| 1    | Marija Rjemjen          | UKR  | 22,58 | Q, PB       |
| 2    | Myriam Soumaré          | FRA  | 22,70 | Q, SB       |
| 3    | Veronica Campbell-Brown | JAM  | 22,75 | Q           |
| 4    | Léa Sprunger            | SUI  | 23,27 |             |
| 5    | Ezinne Okparaebo        | NOR  | 23,30 | =NR         |
| 6    | Natalia Rusakova        | RUS  | 23,40 |             |
| 7    | Erika Chávez            | ECU  | 23,70 |             |
| 8    | Kirsten Nieuwendam      | SUR  | 24,07 |             |
| 9    | Chan Seyha              | CAM  | 26,62 |             |

Heat 6
Wind: +0.8 m/s
| Rang | Atlete                  | Land | Tijd  | Opmerkingen |
| ---- | ----------------------- | ---- | ----- | ----------- |
| 1    | Shelly-Ann Fraser-Pryce | JAM  | 22,71 | Q           |
| 2    | Anthonique Strachan     | BAH  | 22,75 | Q           |
| 3    | Jelizaveta Bryzhina     | UKR  | 22,82 | Q           |
| 4    | Evelyn dos Santos       | BRA  | 23,07 | q           |
| 5    | Crystal Emmanuel        | CAN  | 23,10 | q, SB       |
| 6    | Marielis Sánchez        | DOM  | 23,20 | SB          |
| 7    | Viktoriya Zyabkina      | KAZ  | 23,49 |             |
| 8    | Nelkis Casabona         | CUB  | 23,82 |             |
| 9    | Luan Gabriel            | DMA  | 24,12 |             |

### Halve finale
Kwalificatieregel: eerste twee van elke heat (Q) plus de twee snelste tijden (q) overall.
Heat 1
Wind: +1,0 m/s
| Rang | Atlete                  | Land | Tijd  | Opmerkingen |
| ---- | ----------------------- | ---- | ----- | ----------- |
| 1    | Veronica Campbell-Brown | JAM  | 22,32 | Q, SB       |
| 2    | Carmelita Jeter         | USA  | 22,39 | Q           |
| 3    | Myriam Soumaré          | FRA  | 22,56 | q, SB       |
| 4    | Marija Rjemjen          | UKR  | 22,62 |             |
| 5    | Anthonique Strachan     | BAH  | 22,82 |             |
| 6    | Ivet Lalova             | BUL  | 22,98 | SB          |
| 7    | Margaret Adeoye         | GBR  | 23,28 |             |
| 8    | Allison Peter           | ISV  | 23,35 |             |

Heat 2
Wind: +1,0 m/s
| Rang | Atlete                 | Land | Tijd  | Opmerkingen |
| ---- | ---------------------- | ---- | ----- | ----------- |
| 1    | Allyson Felix          | USA  | 22,31 | Q           |
| 2    | Murielle Ahouré        | CIV  | 22,49 | Q           |
| 3    | Semoy Hackett          | TRI  | 22,55 | q, =NR      |
| 4    | LaVerne Jones-Ferrette | ISV  | 22,62 | SB          |
| 5    | Jelizaveta Bryzhina    | UKR  | 22,64 | SB          |
| 6    | Sherone Simpson        | JAM  | 22,71 |             |
| 7    | Evelyn dos Santos      | BRA  | 22,82 | PB          |
| 8    | Eleni Artymata         | CYP  | 22,92 | SB          |

Heat 3
Wind: +0,8 m/s
| Rang | Atlete                  | Land | Tijd  | Opmerkingen |
| ---- | ----------------------- | ---- | ----- | ----------- |
| 1    | Sanya Richards-Ross     | USA  | 22,30 | Q           |
| 2    | Shelly-Ann Fraser-Pryce | JAM  | 22,34 | Q           |
| 3    | Aleksandra Fedoriva     | RUS  | 22,65 |             |
| 4    | Hrystyna Stuy           | UKR  | 22,76 |             |
| 5    | Kai Selvon              | TRI  | 23,04 |             |
| 6    | Abiodun Oyepitan        | GBR  | 23,14 |             |
| 7    | Crystal Emmanuel        | CAN  | 23,28 |             |
| 8    | Janelle Redhead         | GRN  | 23,51 |             |

### Finale
Wind: -0,2 m/s
| Rang   | Baan | Atlete                  | Land | Tijd  | Opmerkingen |
| ------ | ---- | ----------------------- | ---- | ----- | ----------- |
| Goud   | 7    | Allyson Felix           | USA  | 21,88 |             |
| Zilver | 4    | Shelly-Ann Fraser-Pryce | JAM  | 22,09 | PB          |
| Brons  | 9    | Carmelita Jeter         | USA  | 22,14 |             |
| 4      | 5    | Veronica Campbell-Brown | JAM  | 22,38 |             |
| 5      | 6    | Sanya Richards-Ross     | USA  | 22,39 |             |
| 6      | 8    | Murielle Ahouré         | CIV  | 22,57 |             |
| 7      | 2    | Myriam Soumaré          | FRA  | 22,63 |             |
| 8      | 3    | Semoy Hackett           | TRI  | 22,87 |             |